# 手翻書
手翻書，指有多張連續動作漫畫圖片的小冊子，因人類視覺暫留而感覺圖像動了起來。也可說是一種動畫手法。

## 概要

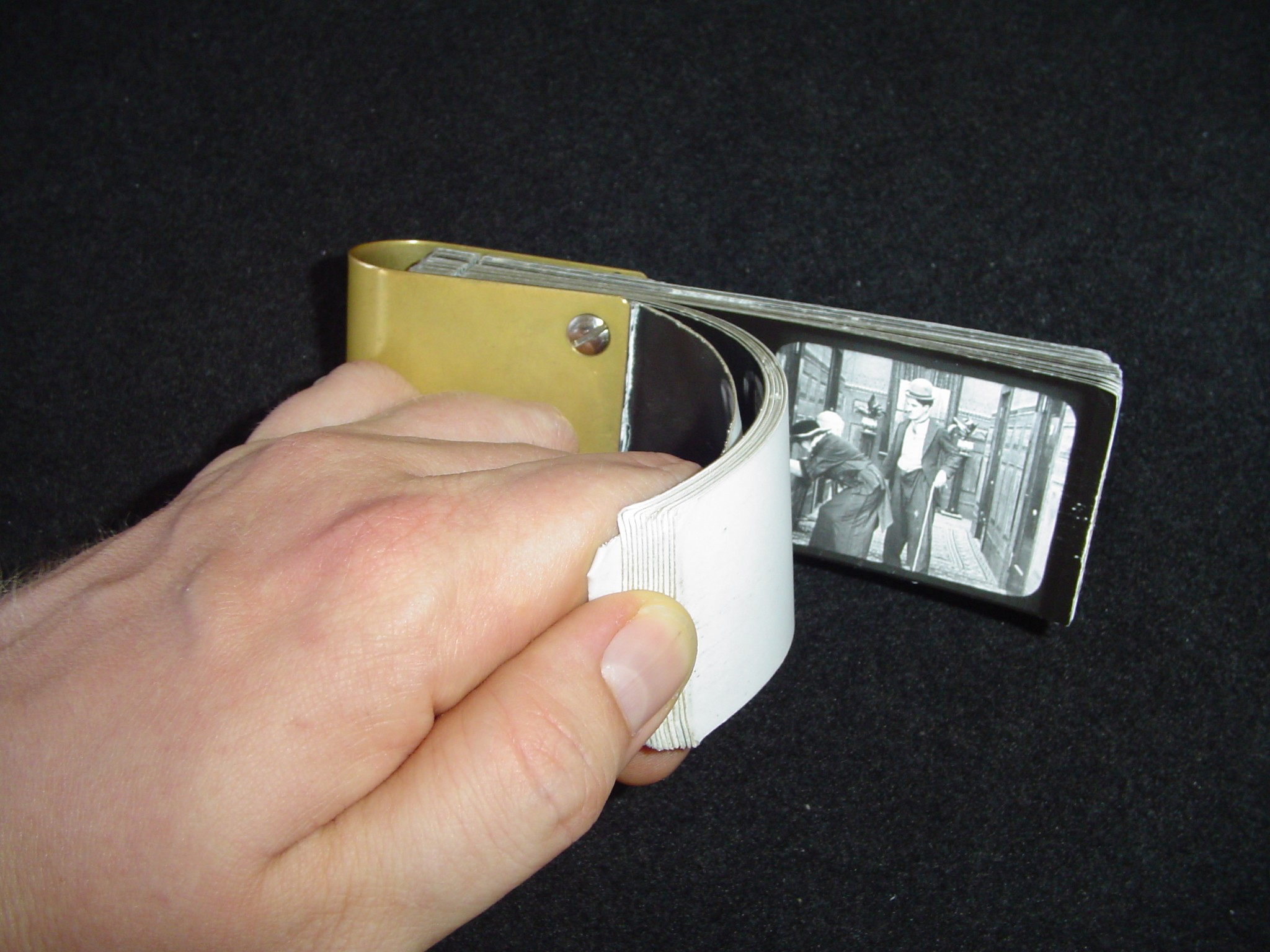
一本手翻書

手翻書實質上就是最原始的動畫，而在繪製動畫時，也會藉由類似的方式將動畫紙上下翻動，來檢查每張動畫的流暢度。不過手翻書在市面上也有販售類似的玩具，而也有單純因為興趣而動手逐張畫起來然後裝訂的人，或是動畫繪製學習者為了搞懂各個動作之間的差異而將圖畫在筆記簿中。